# (2118) Flagstaff
(2118) Flagstaff (1978 PB) – planetoida z pasa głównego asteroid okrążająca Słońce w ciągu 4,07 lat w średniej odległości 2,55 au. Odkryta 5 sierpnia 1978 roku.